# Vernas
Vernas ist eine französische Gemeinde mit 266 Einwohnern (Stand: 1. Januar 2022) im Département Isère in der Region Auvergne-Rhône-Alpes. Sie gehört zum Arrondissement La Tour-du-Pin und ist Teil des Kantons Charvieu-Chavagneux. Die Einwohner werden Vernandiaux genannt.

## Geografie
Vernas liegt etwa 35 Kilometer ostsüdöstlich von Lyon an der Rhône. Umgeben wird Vernas von den Nachbargemeinden Saint-Vulbas und Hières-sur-Amby im Norden und Nordosten, Annoisin-Chatelans im Osten und Südosten, Leyrieu im Süden und Südwesten, Saint-Romain-de-Jalionas im Südwesten sowie Loyettes im Westen.

## Bevölkerungsentwicklung
| Jahr                       | 1962 | 1968 | 1975 | 1982 | 1990 | 1999 | 2006 | 2013 |
| -------------------------- | ---- | ---- | ---- | ---- | ---- | ---- | ---- | ---- |
| Einwohner                  | 91   | 97   | 90   | 117  | 155  | 174  | 216  | 253  |
| Quellen: Cassini und INSEE |      |      |      |      |      |      |      |      |

## Sehenswürdigkeiten
- Kirche Saint-Martin
- Burg Le Cingle aus dem 13./14. Jahrhundert, Monument historique seit 1975
- Schloss Verna aus dem 14. Jahrhundert, seit 1969 Monument historique

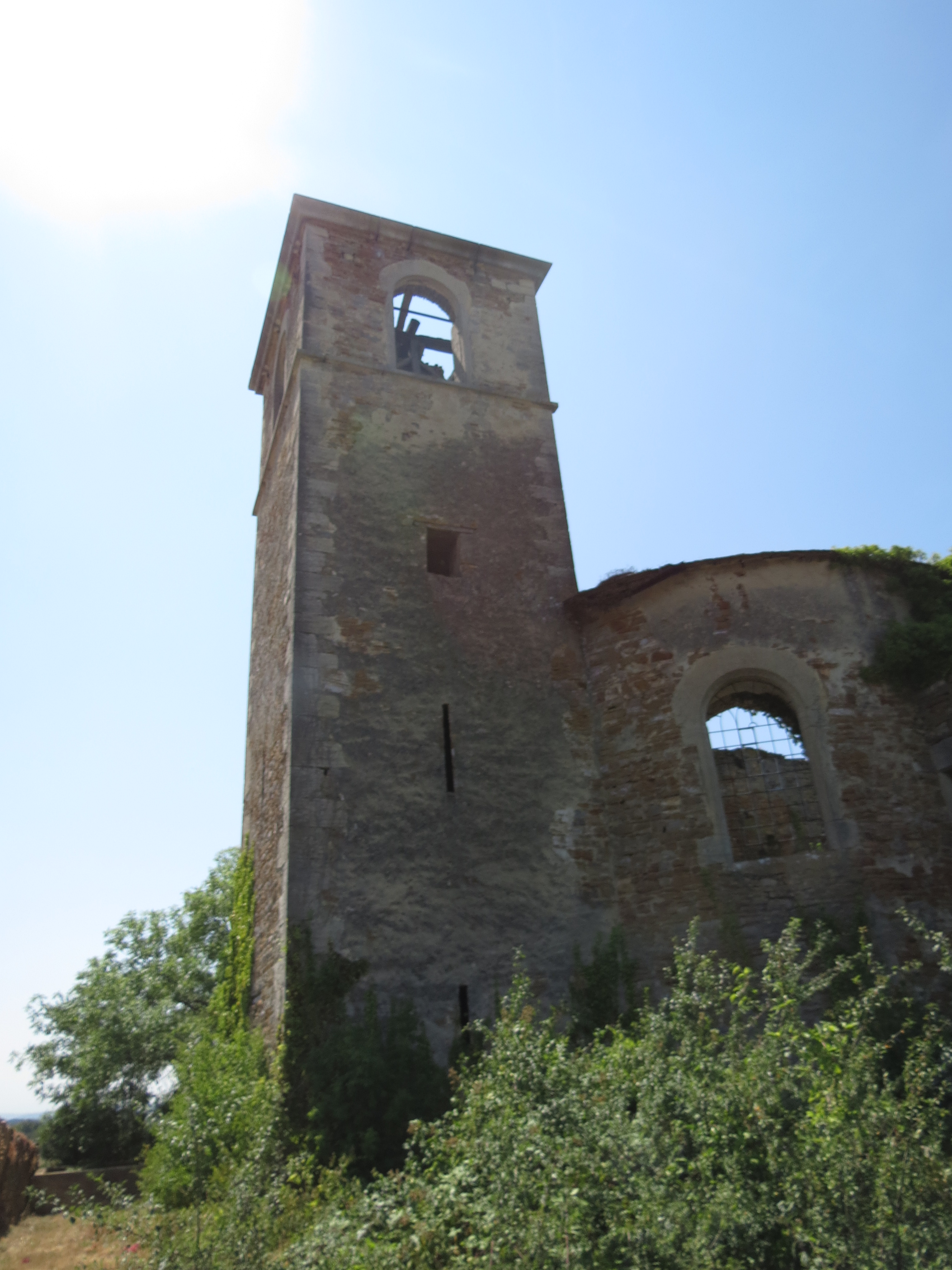
Kirche Saint-Martin
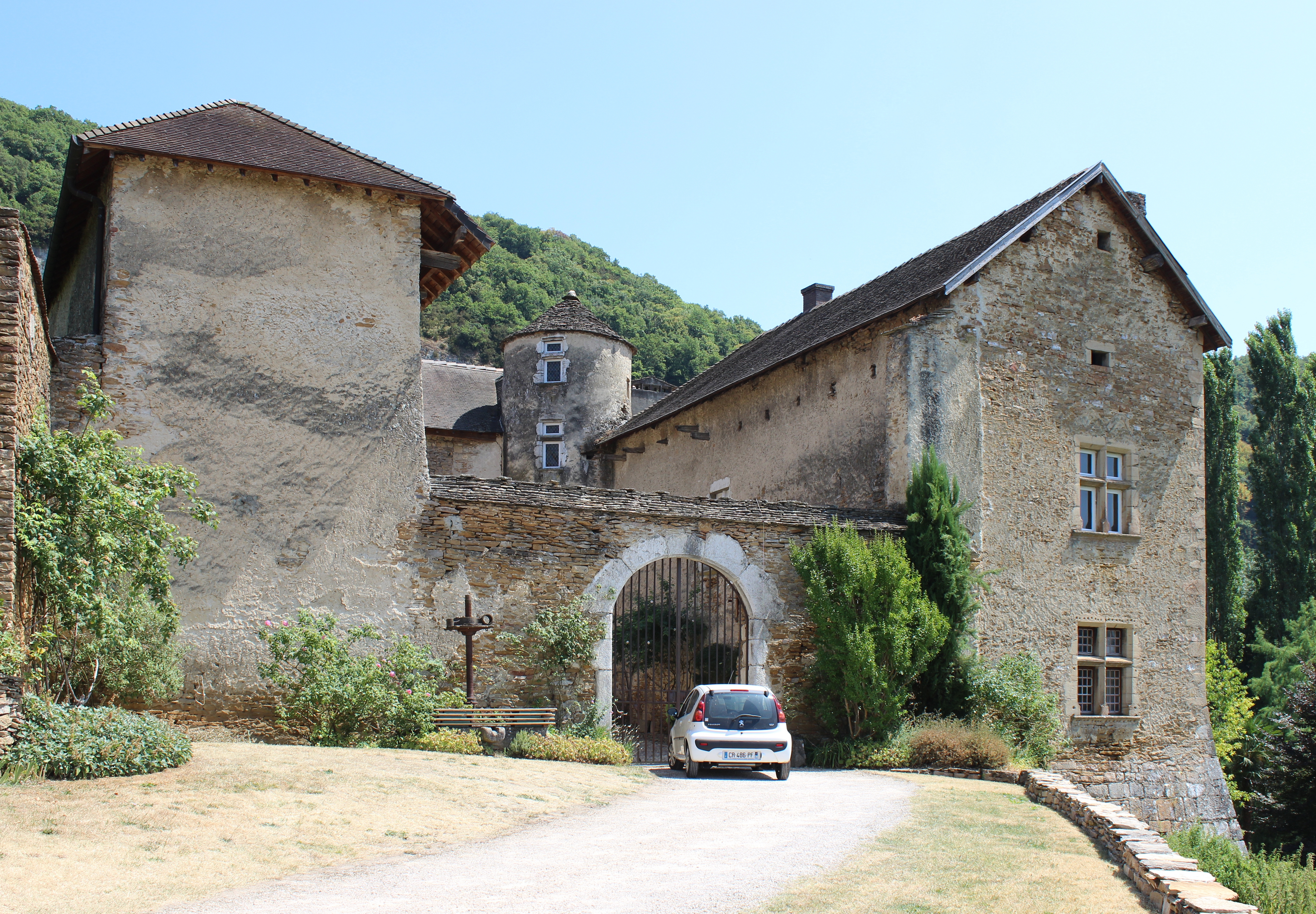
Burg Le Cingle